# Thorium-233
Thorium-233 of 233Th is een onstabiele radioactieve isotoop van thorium, een actinide. De isotoop komt van nature niet op Aarde voor.
Thorium-233 kan ontstaan door radioactief verval van actinium-233.
{\displaystyle {\ce {{^{233}_{89}Ac}->{^{233}_{90}Th}+{e^{-}}+{\bar {\nu }}_{e}}}}
Thorium-233 en haar vervalproduct protactinium-233 spelen een prominente rol als intermediairen in de brandstofcyclus van thoriumreactoren.

## Radioactief verval
Thorium-233 vervalt door β−-verval naar de onstabiele isotoop protactinium-233:
{\displaystyle {\ce {{^{233}_{90}Th}->{^{233}_{91}Pa}+{e^{-}}+{\bar {\nu }}_{e}}}}
De halveringstijd bedraagt ongeveer 22 minuten.
208Th · 209Th · 210Th · 211Th · 212Th · 213Th · 214Th · 215Th · 216Th · 216m1Th · 216m2Th · 217Th · 218Th · 219Th · 220Th · 221Th · 222Th · 223Th · 224Th · 225Th · 226Th · 227Th · 228Th · 229Th · 229mTh · 230Th · 231Th · 232Th · 233Th · 234Th · 235Th · 236Th · 237Th · 238Th · 239Th